# Rotterdam Open 2011 - Qualificazioni singolare
Le qualificazioni del singolare del Rotterdam Open 2011 sono state un torneo di tennis preliminare per accedere alla fase finale della manifestazione. I vincitori dell'ultimo turno sono entrati di diritto nel tabellone principale. In caso di ritiro di uno o più giocatori aventi diritto a questi sono subentrati i lucky loser, ossia i giocatori che hanno perso nell'ultimo turno ma che avevano una classifica più alta rispetto agli altri partecipanti che avevano comunque perso nel turno finale.

## Giocatori

### Teste di serie
1. Philipp Petzschner (ultimo turno)
2. Julien Benneteau (ultimo turno)
3. Miša Zverev  (qualificato)
4. Grigor Dimitrov  (qualificato)

1. Marsel İlhan (primo turno)
2. Jurij Ščukin (primo turno)
3. Igor Sijsling (primo turno)
4. Benoît Paire  (qualificato)

### Qualificati
1. Dmitrij Tursunov
2. Benoît Paire

1. Miša Zverev
2. Grigor Dimitrov

## Tabellone qualificazioni

### Sezione 1
|  | Primo turno | Primo turno        | Primo turno        | Primo turno | Primo turno |  |  | Ultimo turno | Ultimo turno       | Ultimo turno | Ultimo turno | Ultimo turno |  |
|  |             |                    |                    |             |             |  |  |              |                    |              |              |              |  |
|  | 1           | Philipp Petzschner | Philipp Petzschner | 6           | 6           |  |  |              |                    |              |              |              |  |
|  | WC          | Jannick Lupescu    | Jannick Lupescu    | 0           | 2           |  |  | 1            | Philipp Petzschner | 5            | 6            | 3            |  |
|  |             | Dmitrij Tursunov   | Dmitrij Tursunov   | 6           | 7           |  |  |              | Dmitrij Tursunov   | 7            | 4            | 6            |  |
|  | 7           | Igor Sijsling      | Igor Sijsling      | 3           | 63          |  |  |              |                    |              |              |              |  |

### Sezione 2
|  | Primo turno | Primo turno      | Primo turno      | Primo turno | Primo turno |  |  | Ultimo turno | Ultimo turno     | Ultimo turno | Ultimo turno | Ultimo turno |  |
|  |             |                  |                  |             |             |  |  |              |                  |              |              |              |  |
|  | 2           | Julien Benneteau | 63               | 6           | 6           |  |  |              |                  |              |              |              |  |
|  |             | Stéphane Bohli   | 7                | 3           | 2           |  |  | 2            | Julien Benneteau | 6            | 3            | 4            |  |
|  |             | Matwé Middelkoop | Matwé Middelkoop | 4           | 4           |  |  | 8            | Benoît Paire     | 4            | 6            | 6            |  |
|  | 8           | Benoît Paire     | Benoît Paire     | 6           | 6           |  |  |              |                  |              |              |              |  |

### Sezione 3
|  | Primo turno | Primo turno    | Primo turno    | Primo turno | Primo turno |  |  | Ultimo turno | Ultimo turno | Ultimo turno | Ultimo turno | Ultimo turno |  |
|  |             |                |                |             |             |  |  |              |              |              |              |              |  |
|  | 3           | Miša Zverev    | Miša Zverev    | 6           | 6           |  |  |              |              |              |              |              |  |
|  | WC          | Micke Kontinen | Micke Kontinen | 1           | 3           |  |  | 3            | Miša Zverev  | Miša Zverev  | 7            | 6            |  |
|  |             | Serhij Bubka   | Serhij Bubka   | 6           | 6           |  |  |              | Serhij Bubka | Serhij Bubka | 65           | 2            |  |
|  | 6           | Jurij Ščukin   | Jurij Ščukin   | 3           | 4           |  |  |              |              |              |              |              |  |

### Sezione 4
|  | Primo turno | Primo turno     | Primo turno     | Primo turno | Primo turno |  |  | Ultimo turno | Ultimo turno    | Ultimo turno    | Ultimo turno | Ultimo turno |  |
|  |             |                 |                 |             |             |  |  |              |                 |                 |              |              |  |
|  | 4           | Grigor Dimitrov | Grigor Dimitrov | 6           | 6           |  |  |              |                 |                 |              |              |  |
|  | WC          | David de Goede  | David de Goede  | 1           | 2           |  |  | 4            | Grigor Dimitrov | Grigor Dimitrov | 6            | 6            |  |
|  |             | Evgenij Korolëv | 7               | 4           | 6           |  |  |              | Evgenij Korolëv | Evgenij Korolëv | 4            | 2            |  |
|  | 5           | Marsel İlhan    | 63              | 6           | 4           |  |  |              |                 |                 |              |              |  |